# Iberoporus
Iberoporus is een geslacht van kevers uit de familie  waterroofkevers (Dytiscidae).
Het geslacht is voor het eerst wetenschappelijk beschreven in 2001 door Castro & Delgado.

## Soorten
Het geslacht omvat de volgende soort:
- Iberoporus cermenius Castro & Delgado, 2001